# Hamdija Karamehmedović
Hamdija Karamehmedović (1883 Trebinje, Bosna a Hercegovina – 10. ledna 1968 Sarajevo, Socialistická federativní republika Jugoslávie) byl bosenskohercegovský politik bosňáckého původu.

## Životopis
Pocházel z rodiny prvních muslimských světských intelektálů. Hamdijův starší bratr Ćamil (1867–1917) byl prvním muslimem v Bosně a Hercegovině, který složil maturitu a následně vystudoval práva ve Vídni. Další bratr Mehmed (1870–1929) byl učitelem v obecné škole.
Gymnázium Hamdija absolvoval v Sarajevu (1903). Na Vídeňské univerzitě dokončil studium lékařství (1909). V této době inklinoval k srbské nacionální myšlence, zřejmě pod vlivem odporu k rakousko-uherské okupaci Bosny a Hercegoviny.
Po návratu do vlasti působil v Zemské nemocnici v Sarajevu (od 1909). Roku 1910 úspěšně kandidoval za Muslimskou národní organizaci při prvních volbách do bosenského zemského sněmu. Patřil k liberálnímu křídlu muslimské elity, zastával se např. vzdělávání muslimských žen, navrhoval reformovat arabské písmo pro zápis bosenského jazyka. Aktivní byl také v muslimském podpůrném spolku Gajret.
Po založení Státu Slovinců, Chorvatů a Srbů na pozim 1918 působil v Národní radě SHS pro Bosnu a Hercegovinu v Sarajevu. V únoru 1919 se podílel na vzniku Jugoslávské muslimské organizace (JMO), vůdčího politického hnutí muslimů v Bosně a Hercegovině. Na ustavujícím kongresu byl zvolen za místopředsedu strany. Na přelomu let 1921 a 1922, kdy se JMO podílela na vládě v Bělehradě, zastával post ministra zdravotnictví. Při rozkolu strany roku 1922 společně s předsedou Ibrahimem Maglajlićem zastával názor, že je třeba podpořit centralizaci státní moci v Bělehradě a přiklonit se k jihoslavismu, ale pro svůj postoj nedokázal získat většinou podporu. Do čela strany se dostal Mehmed Spaho, Maglajlić i Karamehmedović ze strany odešli.
Roku 1929 podpořil vyhlášení královské diktatury (a rozpuštění všech politických stran), za což byl o rok později odměněn křeslem ve Vrchní zákonodárné radě (Vrhovni zakonodavni savet), která nahradila řádný parlament. Během voleb 1931 podpořil jednotnou vládní kandidátku, kterou v Sarajevu vedl Milan Srškić, bosenskosrbský politik a dlouholetý protivník opoziční politiky JMO. V tomto období mezi muslimy Karamehmedović propagoval srbskou nacionální ideologii, avšak marně. Dne 9. ledna 1932 byl jmenován senátorem, ale po jmenování Srškiće premiérem usedl v jeho kabinetu jako ministr bez portfeje. Po politickém pádu Srškoviće roku 1934 se jeho pozice rozklížila a z vysoké politiky musel nedobrovolně odejít. Po volbách roku 1935 se začal znovu sbližovat s představiteli někdejší JMO, kteří nyní vstoupili do vlády. V únoru 1938 byl znovu jmenován senátorem. Mandát mu byl prodloužen 16. listopadu 1939.
Za druhé světové války, která na území Jugoslávie začala německou invazí v dubnu 1941, žil v ústraní. Jako deklarovaný Srb unikl mstě ze strany fašistického režimu Nezávislého státu Chorvatsko, jelikož negativní posudek na jeho předválečnou činnost tehdy zatajil Hamdija Kreševljaković, středoškolský pedagog a prochorvatský aktivista. V lednu 1944 přesto skončil u německého stanného soudu, ale díky vynikající znalosti němčiny unikl jakémukoli trestu.
Karamehmedović zemřel 10. ledna 1968 v Sarajevu. Pohřben byl 12. ledna, a to za přítomnosti reisu-l-ulemy Sulejmana Kemury a mnoha dalších islámských duchovních.

## Ministerské posty
- 14. vláda Nikoly Pašiće (26. března 1921–24. prosince 1921), ministr zdravotnictví
- 15. vláda Nikoly Pašiće (24. prosince 1921–16. prosince 1922), ministr zdravotnictví (do 3. 3. 1922), po něm Derviš Omerović
- 1. vláda Milana Srškiće (2. července 1932–5. listopadu 1932), ministr bez portfeje
- 2. vláda Milana Srškiće (5. listopadu 1932–21. prosince 1938), ministr bez portfeje